# Lubiewice (gmina Cekcyn)
Lubiewice – osada leśna w Polsce położona w województwie kujawsko-pomorskim, w powiecie tucholskim, w gminie Cekcyn.

## Historia
W latach 1975–1998 miejscowość należała administracyjnie do województwa bydgoskiego.

## Cmentarz
W 2009 odrestaurowano zabytkowy cmentarz ewangelicki z połowy XIX wieku. Posadowiono na nim głaz z tablicą pamiątkową z tego samego roku.